# Thomas Nelson Page
Thomas Nelson Page, ameriški pisatelj, diplomat in veleposlanik, * 1853, † 1922.
Med letoma 1913 in 1919 je bil veleposlanik v Italiji.

## Dela
- V stari Virginiji
- Stari Jug
- Črnec, južnjaški problem
- Robert E. Lee, človek in vojak